# Izvoarele, Giurgiu
Izvoarele là một xã thuộc hạt Giurgiu, România. Dân số thời điểm năm 2002 là 4828 người.